# Aulacobothrus rubripes
Aulacobothrus rubripes är en insektsart som först beskrevs av Navás 1905.  Aulacobothrus rubripes ingår i släktet Aulacobothrus och familjen gräshoppor. Inga underarter finns listade i Catalogue of Life.